# Tabardo

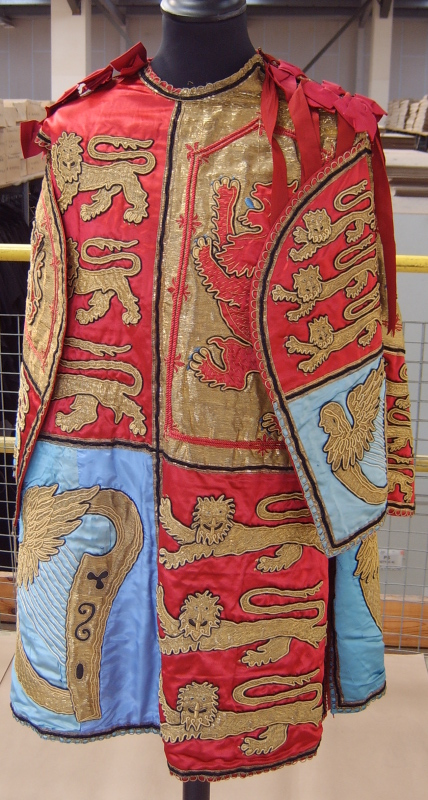
Tabardo inglês.

O tabardo é um capote com capuz abotoado que o Arauto, o Passavante e o Rei de Armas utilizavam durante a Idade Média.

## História
Um tabardo (do francês tabarde) era originalmente uma vestimenta externa humilde de forma túnica, geralmente sem mangas, usada por camponeses, monges e soldados de infantaria. Nesse sentido, a primeira citação registrada no Oxford English Dictionary data de c.1300.
Na segunda metade do século XV, os tabardes passaram a ser abertos nas laterais e habitualmente amarrados, sendo usados por cavaleiros em contextos militares sobre suas armaduras, e usualmente eram brasonados.
Nos dias de hoje, uma vestimenta sobrevivente semelhante ao tabardo medieval é o escapulário monástico. Possui uma faixa larga de tecido usado na parte de trás do corpo, com uma abertura para a cabeça e sem mangas. Pode ter um capuz e pode ser usado por baixo ou por cima de um cinto.